# Congresul Internațional Astronautic

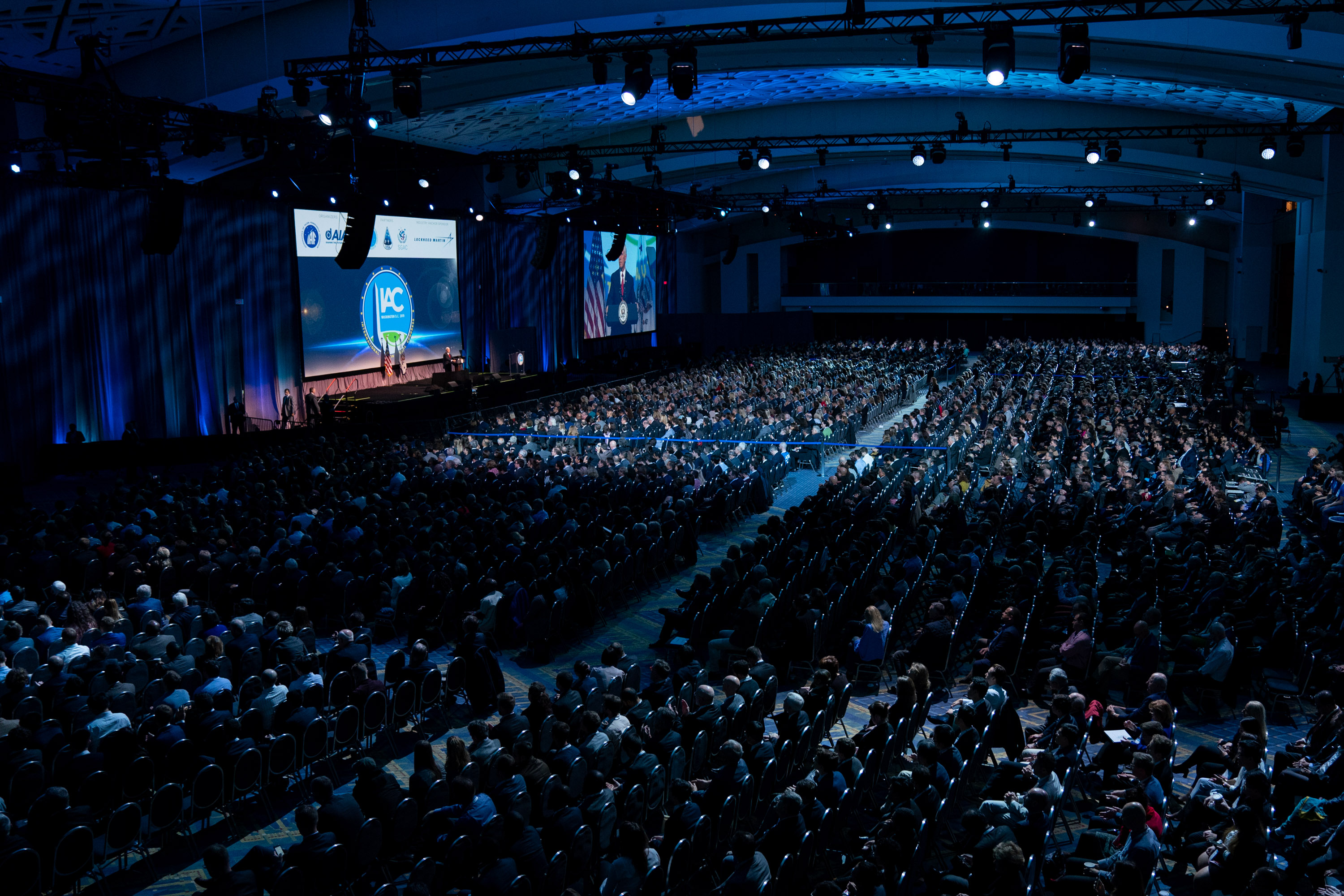
Ceremonia de deschidere a celui de-al 70-lea Congres Astronautic Internațional de la Washington, D.C., în 2019

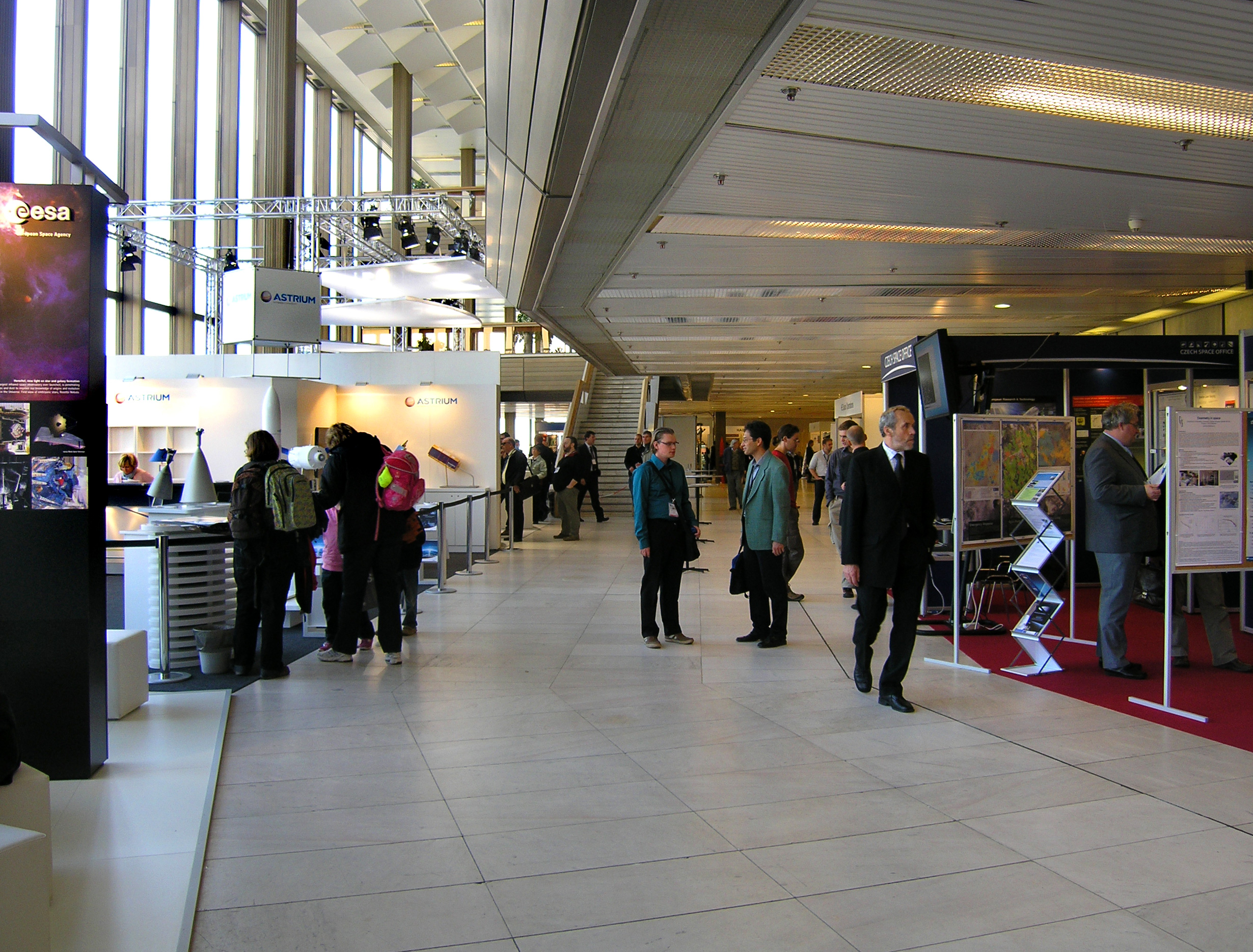
Al 61-lea congres internațional astronautic la Praga, Republica Cehă (2010)

În fiecare an, Federația Astronautică Internațională, cu sprijinul Academiei Internaționale de Astronautică și a Institutului Internațional de Drept Spațial (IISL), organizează Congresul Astronautic Internațional (IAC), care este găzduit de unul dintre membrii societății naționale ale IAF.
Ele sunt o întâlnire anuală a actorilor din disciplina spațiului și se desfășoară în general la sfârșitul lunii septembrie sau începutul lunii octombrie. Ele constau în sesiuni plenare, prelegeri și ședințe. La IAC participă șefii de agenție și directori superiori ai agențiilor spațiale din lume.
Pe măsură ce cel de-Al Doilea Război Mondial s-a încheiat, Statele Unite și Uniunea Sovietică au avut viziuni politice diferite și concurente. Pe măsură ce Războiul Rece a început să se contureze, comunicarea dintre cele două țări a devenit mai puțin frecventă. Ambele țări și-au îndreptat atenția spre atingerea superiorității militare față de cealaltă.
Federația Astronautică Internațională a fost formată la șase ani după ce perdeaua de fier a căzut de oameni de știință din toată Europa în domeniul cercetării spațiale pentru a colabora încă o dată. În anii întrecerii spațiale, IAF a fost unul dintre puținele forumuri în care membrii Europei de Est și de Vest s-au putut întâlni în cadrul Congreselor Astronautice Internaționale anuale.

## Legături externe
- IAF
- IAC 2012
- IAC 2013
- IAC 2013
- IAC 2014
- IAC 2015
- IAC 2017